# Soyuz TM-19
Soyuz TM-19 foi uma missão do programa espacial russo à estação Mir, realizada entre julho e novembro de 1994.

## Tripulação
Lançados
| Posição           | Cosmonauta       |
| ----------------- | ---------------- |
| Comandante        | Yuri Malenchenko |
| Engenheiro de voo | Talgat Musabayev |

Aterrissaram
| Posição                | Cosmonauta       | Duração          | Lançou na   |
| ---------------------- | ---------------- | ---------------- | ----------- |
| Comandante             | Yuri Malenchenko | 125d 22h 53m 35s | Soyuz TM-19 |
| Engenheiro de voo      | Talgat Musabayev | 125d 22h 53m 35s | Soyuz TM-19 |
| Cosmonauta-pesquisador | Ulf Merbold      | 31d 12h 35m 55s  | Soyuz TM-20 |

## Parâmetros da Missão
- Massa: 7 150 kg
- Perigeu: 202 km
- Apogeu: 222 km
- Inclinação: 51.6°
- Período: 88.5 minutos

## A missão
O comandante russo Malenchenko e o engenheiro de voo cazaque Musabayev, ainda inexperientes em voos espaciais, eram para terem sido lançados com o cosmonauta veterano Gennadi Strekalov, que teria retornado à Terra com Viktor Afanasyev e Yuri Usachev na Soyuz TM-18 após ter passado alguns dias na estação espacial Mir.
Entretanto, o cancelamento de uma das duas naves de carga Progress-M marcadas para reabastecer a Mir, durante a estada da tripulação 'Agat' significava que o lugar de Strekalov na Soyuz TM-19 teria que ser carregado com suprimentos. O resultado foi um voo incomum com apenas pilotos novatos.
O acoplamento ocorreu sem nenhum incidente em 3 de julho. Em 3 de novembro Musabayev, Malenchenko, e Merbold entraram na Soyuze e se afastaram 190 m da Mir. Então ativaram o sistema de aproximação automática Kurs, que uniu com sucesso a nave à estação novamente. Os cosmonautas então se transferiram de volta à Mir. O teste foi feito devido a dificuldades encontradas pelas Soyuz TM-20 e Progress M-24 durante suas aproximações automáticas. A separação e reentrada da nave ocorreram no dia seguinte sem nenhum incidente.

## Feitos da Missão
- Acoplou-se com a estação Mir
- Trocou parte da tripulação
- Conduziu experimentos médicos
- Conduziu experimentos com materiais
- Ambos os cosmonautas realizaram atividades extra-veiculares para reparar a isolação externa da estação
- Primeira aterrissagem manual de uma nave de carga Progress